# Sinoluperoides
Sinoluperoides is een geslacht van kevers uit de familie bladkevers (Chrysomelidae).
De wetenschappelijke naam van het geslacht werd in 1989 gepubliceerd door Kimoto.

## Soorten
- Sinoluperoides antennatus Kimoto, 1989
- Sinoluperoides maculatus Kimoto, 1989
- Sinoluperoides major Kimoto, 1989
- Sinoluperoides marginalis Kimoto, 1989